# ماینلیر کلاس ناتسوشیما (۱۹۳۳)
ماینلیر کلاس ناتسوشیما (۱۹۳۳) (به انگلیسی: Natsushima-class minelayer (1933)) یک کلاس از کشتی است که طول آن ۷۳٫۰۰ متر (۲۳۹ فوت ۶ اینچ) می‌باشد.